# Шейко Володимир Петрович

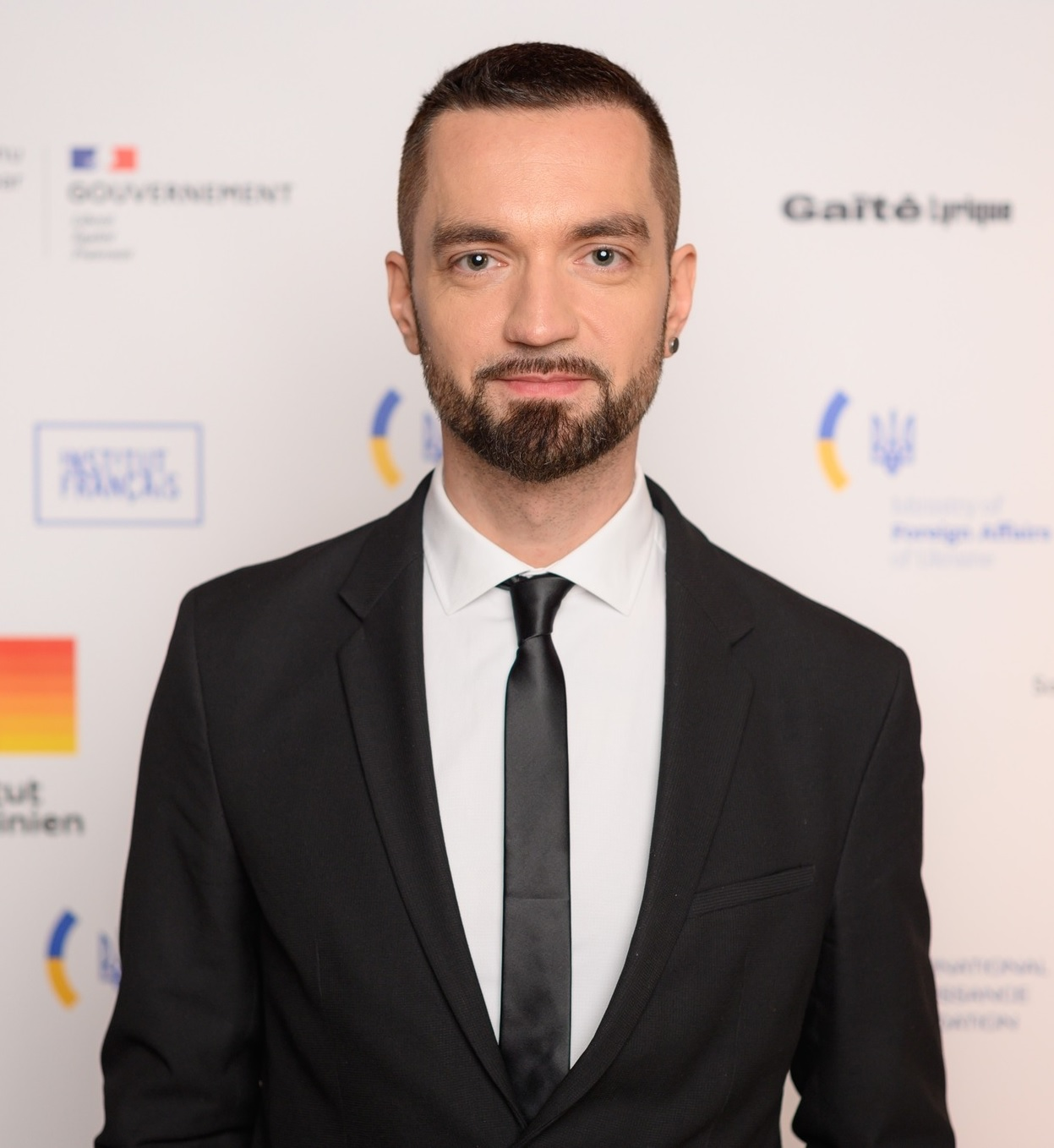
Володимир Шейко під час відкриття представництва Українського інституту у Франції, листопад 2023 р.

Володимир Петрович Шейко (нар. 3 січня 1985) — український фахівець із менеджменту культури, культурної дипломатії, маркетингу і комунікацій. Генеральний директор Українського інституту (з 2018 року). Член Українського ПЕН.

## Життєпис
Народився 1985 року у Києві. Мати — драматургиня, поетеса, прозаїк, театральна критикиня Неля Шейко-Медведєва, батько — політик, депутат Верховної Ради України II скликання Петро Шейко.

### Освіта
У 2007 році закінчив з відзнакою Інститут міжнародних відносин Київського національного університету ім. Тараса Шевченка (спеціальність — міжнародні відносини), де здобув кваліфікацію політолога-міжнародника, перекладача з англійської мови.
У 2009 році отримав професійний диплом з маркетингу, а у 2014 році — диплом з цифрового маркетингу The Chartered Institute of Marketing (Велика Британія).
У 2011 році закінчив Літню школу шотландських університетів SUISS за напрямом «сучасна британська та ірландська література».
Випускник Центру публічної дипломатії Університету Південної Каліфорнії (Лос-Анджелес, 2019) та Школи стратегічного архітектора Києво-Могилянської бізнес-школи (2020).
У 2023 році здобув ступінь Executive МВА (магістр бізнес-адміністрування) Києво-Могилянської бізнес-школи.

## Професійна діяльність
У 2006–2018 роках працював в українському представництві Британської Ради (British Council), де обіймав посади директора мистецьких програм, менеджера з маркетингових комунікацій, менеджера мистецьких програм регіону Південно-Східна Європа і Центральна Азія. Був організатором численних культурних проєктів і подій у 15 країнах Європи: виставок, мистецьких резиденцій, кінофестивалів, професійних стажувань, концертів, літературних програм, театральних постановок. 
У 2017 році став співзасновником незалежного театрального простору «Сцена 6 в Національному центрі Олександра Довженка. У 2018 році був продюсером вистави «Погані дороги» за п’єсою Наталі Ворожбит, яка була відзначена Шевченківською премією-2022 в номінації «театральне мистецтво», відзнакою «Київський рахунок» (2018) і Всеукраїнського фестивалю-премії «ГРА» (2018) як краща драматична вистава року. Автор українського перекладу п’єси Данкана Макміллана «Легені», поставленої в Київському академічному театрі на Печерську і Сумському театрі ім. Щепкіна.
У 2018 році переміг у відкритому конкурсі на посаду генерального директора Українського інституту, новоствореної державної установи культурної дипломатії України. Співавтор п’ятирічної стратегії установи, створеної у тісній взаємодії з представниками сфери культури. Під керівництвом Володимира Український інститут організував понад 400 подій, проєктів та інформаційних кампаній, які охопили аудиторію в 86 країнах світу, зокрема, Двосторонній рік культури Україна-Австрія (2019), Сезон культури Україна-Британія (2022-23) і EuroFestival (культурна програма Євробачення-2023), низку культурних проєктів, присвячених повномасштабному вторгненню Росії в Україну. У 2023 році Український інститут відкрив перші закордонні представництва в Німеччині й Франції.
З 2024 року входить до складу Наглядової ради Українського культурного фонду.
Автор численних есеїв, інтерв’ю, статей і публікацій в українських та іноземних медіа, часописах і збірках, присвячених культурі, культурній дипломатії, культурним політикам, досвіду повномасштабної війни Росії проти України. Один з ініціаторів міжнародної кампанії з призупинення культурної співпраці з Росією після початку повномасштабного вторгнення Росії в Україну.

### Викладацька діяльність
З 2021 року – співавтор і викладач курсу «Основи культурної дипломатії» в Українському католицькому університеті. Регулярно виступає як запрошений лектор на теми культурної й публічної дипломатії, культурних політик, міжнародних комунікацій, зокрема, в Georgetown University, Oxford University Diplomatic Studies Programme, Goldsmiths University of London, University of San Diego, Cambridge University, College of Europe in Natolin та ін.

## Відзнаки
Увійшов до рейтингу «100 лідерів України» за версією Української правди (2023), переліку «Люди НВ 2022» «за відкриття української культури світу» та рейтингу 100 найвпливовіших українців за версією журналу «Фокус» у 2019 році.